# Tatjana Kuzniecowa (filozof)
Tatjana Wiktorowna Kuzniecowa (ros. Татьяна Викторовна Кузнецова; ur. 28 listopada 1946 w Krasnogorsku) – radziecka i rosyjska filozofka, zajmująca się przeważnie problemami  estetyki.

## Życiorys
W 1973 roku ukończyła studia na Wydziale Filozofii Moskiewskiego Uniwersytetu Państwowego. W 1977 na tejże uczelni ukończyła aspiranturę, gdzie obroniła pracę kandydacką pt. Problem ludowości sztuki w estetyce marksistowsko-leninowskiej (ros. Проблема народности искусства в марксистско-ленинской эстетике). W 1999 uzyskała stopień doktora nauk filozoficznych za rosprawę Zasada ludowości w myśli estetycznej (ros. Принцип народности в эстетической мысли). Obecnie pracuje w Katedrze Estetyki na stanowisku profesora oraz pełni obowiązki zastępcy przewodniczącego Moskiewskiego Oddziału Rosyjskiego Towarzystwa Filozoficznego. Jest autorką haseł w słownikach i encyklopediach filozoficznych. Brała udział w napisaniu podręcznika estetyki marksistowsko-leninowskiej (Марксистско-ленинская эстетика. Учебник для вузов. М., 1983). Wypromowała 10 kandydatów nauk.